# Pilgrim (Olmütz)
Pilgrim (auch: Pilgrimus, Peregrinus; tschechisch: Pelhřim; † 2. März 1184) war Bischof von Olmütz.
Pilgrim war Dompropst in Prag. Nach dem Tod des Olmützer Bischofs Dietleb 1181 bestimmte Herzog Friedrich Pilgrim zu dessen Nachfolger. Zusammen mit dem ebenfalls neu gewählten Prager Bischof Heinrich (Břetislav) reiste er nach Mainz, wo beide am 23. Mai 1182 durch den Metropoliten die Bischofsweihe erhielten.
Wie seine Vorgänger unterstützte auch Pilgrim die Ausbreitung des Prämonstratenserordens. Während seiner Amtszeit wurde das erste Frauenkloster Mährens, das Prämonstratenserinnenkloster Rosa Coeli in Kanitz (Dolní Kounice) gegründet. 1183 soll er in Datschitz eine Kirche geweiht haben.